# قاچاق جنسی در قزاقستان

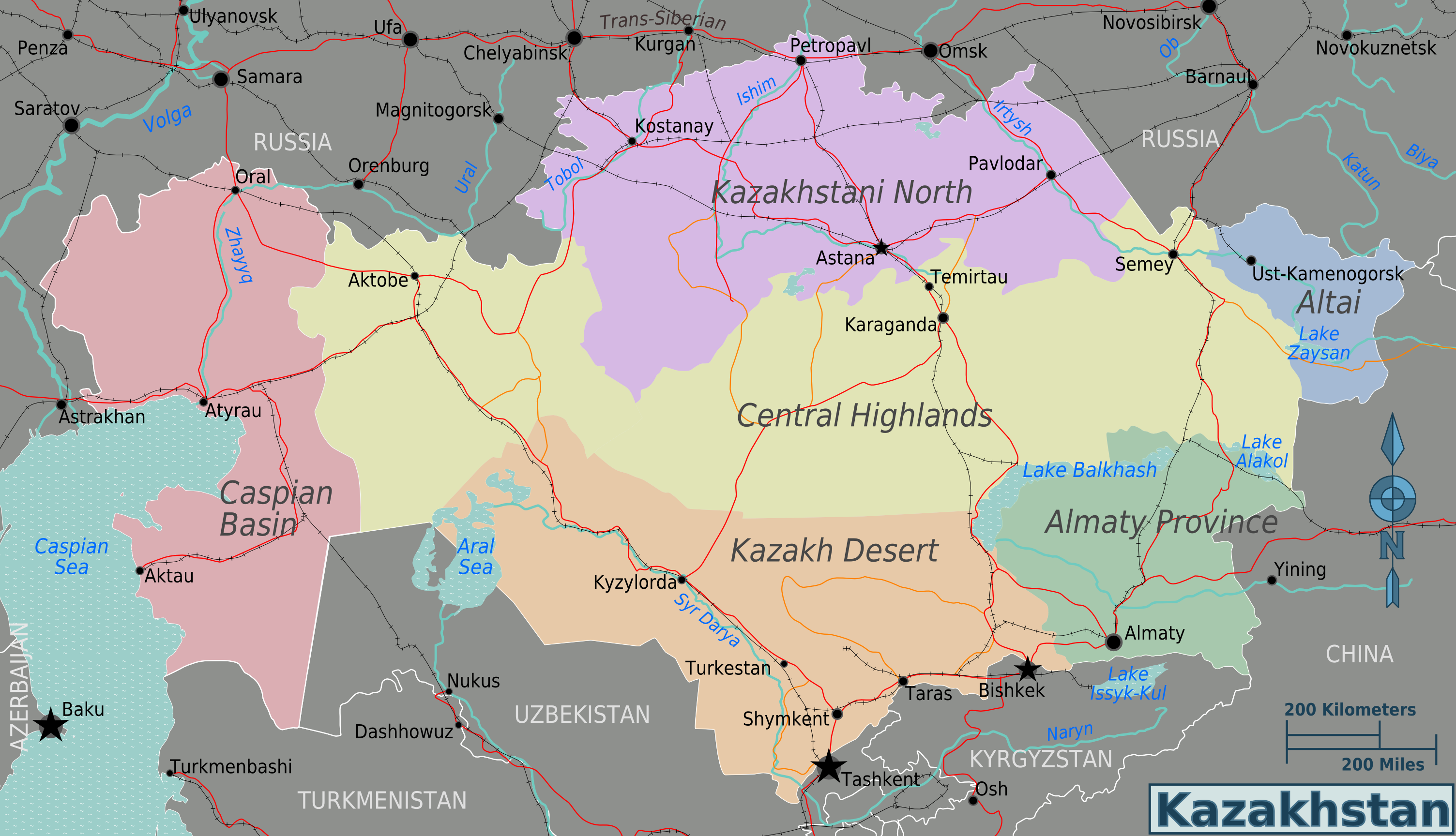
قربانیان، اعم از شهروندان و افراد خارجی، در مناطق مختلف قزاقستان مورد قاچاق جنسی قرار می‌گیرند. آن‌ها در فاحشه‌خانه‌ها، اماکن تجاری، منازل، اتاق‌های هتل و دیگر مکان‌های این نواحی اداری مورد تجاوز و آزار جسمی و روانی قرار می‌گیرند.

قاچاق جنسی در قزاقستان نوعی از قاچاق انسان به منظور بهره‌کشی و بردگی جنسی است که در جمهوری قزاقستان رخ می‌دهد.
شهروندان قزاقستان، به‌ویژه زنان و دختران، در داخل کشور و به کشورهای دیگر در آسیا و سایر قاره‌ها قاچاق جنسی می‌شوند. قربانیان خارجی نیز به این کشور قاچاق می‌شوند. کودکان، افراد فقیر و مهاجران به‌طور ویژه در معرض خطر قاچاق جنسی قرار دارند. قاچاقچیان با فریب، تهدید یا اجبار، قربانیان را به روسپی‌گری یا ازدواج اجباری وادار می‌کنند. گذرنامه و سایر اسناد آن‌ها اغلب ضبط می‌شود. این افراد تحت سوءاستفاده جسمی و روانی قرار گرفته و معمولاً در شرایط نامناسب نگهداری یا زندانی می‌شوند. بسیاری از قربانیان بر اثر تجاوزهای مکرر به بیماری‌های مقاربتی مبتلا می‌شوند. ترس از انگ اجتماعی و طرد شدن از سوی جامعه باعث می‌شود بسیاری از آنان از گزارش دادن تجربه خود به پلیس خودداری کنند.
دولت قزاقستان به دلیل اقدامات ناکافی در مقابله با قاچاق جنسی و همچنین فساد مورد انتقاد قرار گرفته است. نیروهای پلیس و مقامات این کشور به همدستی در جرایم مرتبط با قاچاق جنسی متهم شده‌اند. 

## دزدی عروس
ربودن عروس بدون رضایت، که در آن زنان و دختران از طریق زور، ارعاب یا فشار اجتماعی به ازدواج و بارداری وادار می‌شوند، نوعی از قاچاق جنسی در قزاقستان محسوب می‌شود.
در چهارمین کنفرانس جهانی زنان، ربودن عروس به عنوان نوعی از «خشونت فرهنگی علیه زنان» در قزاقستان شناخته شد. با اینکه این عمل از بسیاری جهات ویژگی‌های مشترکی با تعریف سازمان ملل از قاچاق انسان دارد، به عنوان شکلی از آن در نظر گرفته نشده است. با وجود تلاش‌ها برای متوقف کردن این پدیده، قزاقستان قوانین مربوط به ربودن عروس را تسهیل کرده است. 

## سازمان های غیر دولتی
مرکز حقوقی ابتکارات زنان «Sana Sezim" اقدامات ضد قاچاق جنسی را در قزاقستان اجرا می‌کند. 